# Иранкунда, Нестори
Нестори Иранкунда (англ. Nestory Irankunda; родился 9 февраля 2006, Кигоме, Танзания) — австралийский футболист, вингер клуба «Уотфорд» и сборной Австралии.

## Клубная карьера
Нестори начал заниматься футболом в австралийской команде «Аделаида Хорватия Рейдерс». В 2021 году перешёл в молодёжную команду клуба «Аделаида Юнайтед». 27 сентября 2021 года клуб объявил о том, что будет выплачивать игроку стипендию. Иранкунда вошёл в состав «команды всех звёзд» чемпионата Австралии в сезоне 2021/2022.
14 ноября 2023 года немецкий клуб «Бавария» объявил о подписании контракта с Иранкундой. Нестори присоединился к новой команде 1 июля 2024 года. 4 января 2025 года перешёл в швейцарский клуб «Грассхоппер» на правах аренды до конца сезона 2024/25.

## Карьера в сборной
В марте 2023 года Иранкунда был впервые вызван в сборную Австралии для участия в двух товарищеских матчах против Эквадора.